# Château Saint-Gilles
Qala'at Sanjil et Qala'at Tarablus en arabe, est une citadelle et un fort sur une colline à Tripoli, au Liban. Autrefois connue sous le nom de citadelle de Raymond de Saint-Gilles et aussi comme Mont Pèlerin (en latin Mons Peregrinus), elle tire son nom de Raymond de Saint-Gilles un commandant croisé qui fut un acteur clé de son élargissement. C'est une idée fausse commune qu'il était responsable de sa construction lorsqu'en 1103 il a assiégé la ville. En fait, au début du XIXe siècle, la citadelle a été largement restaurée et reconstruite par le gouverneur ottoman de Tripoli Mustafa Agha Barbar et par conséquent très peu de la structure originale des croisés a survécu jusqu'à ce jour. 

## Historique
Cet emplacement stratégique, entre la mer et la montagne, sur un promontoire dominant la vallée du Nahr Abou Ali, a incité l'empereur sassanide Khosro II à y installer des garnisons dès le VIe siècle. En 636, bien avant l'arrivée des Croisés et la construction du château, le site est fortifié par les Arabes. En effet, lorsqu'Omar ibn al-Khattâb envahit la Syrie en 641, la ville, alors byzantine, oppose une âpre résistance. Elle n'est prise qu'en 644 après la fuite par la mer des habitants qui échappent à la surveillance des Musulmans malgré la construction à l'écart de la ville d'un petit fort destiné à les observer.
Au XIe siècle, les Fatimides y ajoutent une mosquée que les Croisés transforment plus tard en une église dont il ne reste que les fondations. L'objectif de cette forteresse, édifiée avec l'aide d'Alexis Ier Comnène, était de conquérir Tripoli et ses alentours,. Guillaume de Tyr raconte sa construction :
« Il choisi devant la cite de Triple pres a deus miles un tertre bien fort de siege il le ferma; dessus fist mout bele forteresce et bien la garni. En remenbrance de ce que eu pèlerinage avoit este ferme le fist apeler Mont Pelerin : ce non a encore. »
La ville de Tripoli, construite par le sultan mamelouk Qala'ûn en 1289, est bâtie autour de la forteresse. Agrandie par les Mamelouks et les Ottomans, la forteresse actuelle, qui mesure 140 mètres de long sur 70 de large, est le résultat d'une restructuration massive opérée au début du XIXe siècle par le gouverneur de Tripoli de l'époque, Mustafa Agha Barbar.

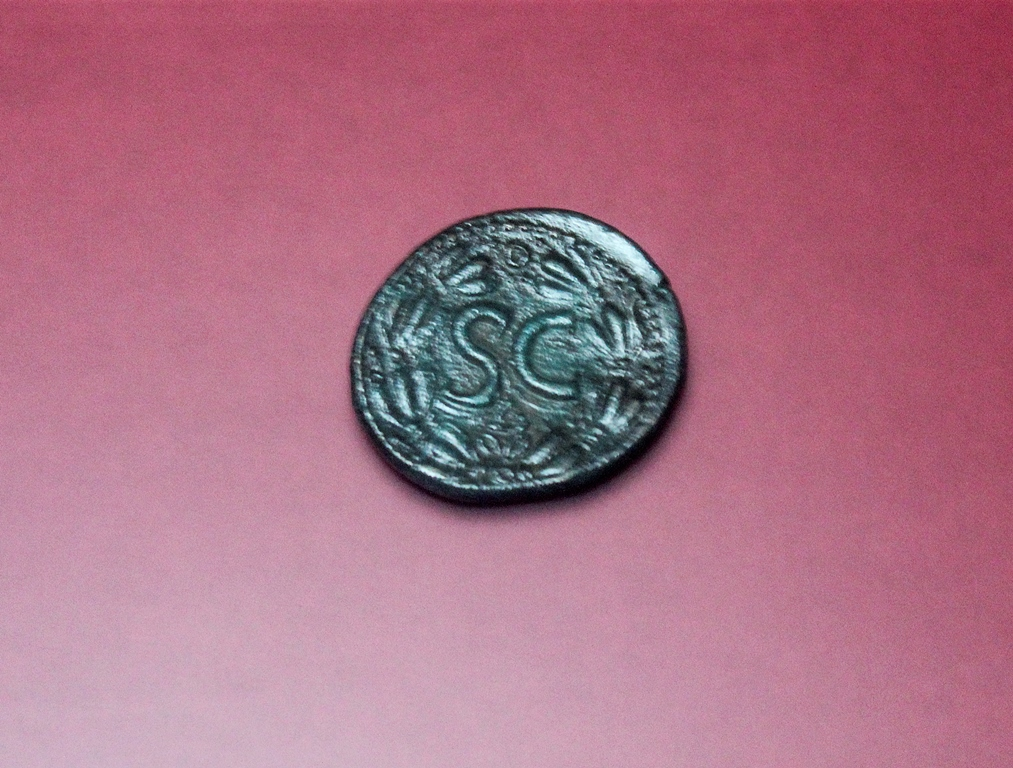
Pièce de monnaie, Tripoli,

## Le musée du Liban Nord & du Akkar
La citadelle abrite le Musée du Liban Nord & du Akkar. Le petit musée possède une collection numismatique remarquable couvrant la plupart des périodes de l'époque hellénistique jusqu'aux Ayyoubides.